# Xã Cream Ridge, Quận Livingston, Missouri
Xã Cream Ridge (tiếng Anh: Cream Ridge Township) là một xã thuộc quận Livingston, tiểu bang Missouri, Hoa Kỳ. Năm 2010, dân số của xã này là 524 người.